# Pisa nodipes
Pisa nodipes is een krabbensoort uit de familie van de Epialtidae. De wetenschappelijke naam van de soort is voor het eerst geldig gepubliceerd in 1815 door William Elford Leach.